# Don Pedro de Tolède baisant l'épée d'Henri IV
Don Pedro de Tolède baisant l'épée d'Henri IV est un tableau peint par Jean-Auguste-Dominique Ingres en 1814. Ingres a réalisé 4 versions de ce tableau de 1814 à 1832. La première version est disparue. La deuxième  est conservée au Château de Pau. La version de 1820 est exposée au Musée du Louvre à Abou Dabi. En 2014, la deuxième version du tableau est prêtée au musée des beaux-arts de Lyon dans le cadre de l'exposition L'invention du Passé. Histoires de cœur et d'épée 1802-1850.